# Домой! (фильм)
«Домой!» — советский художественный фильм режиссёра Гавриила Егиазарова по рассказу Андрея Платонова «Возвращение».
Фильм о любви и измене. О войне, о возвращении с войны. Однако в фильме не нашла отражения важная для Платонова тема прозрения. В рассказе главный герой не просто прощает жену, а начинает осознавать, как тяжело ей пришлось в тылу и одновременно осознаёт свои эгоизм и нравственную глухоту. Особенность фильма в том, что персонажи разговаривают платоновскими фразами, которые при произнесении звучат очень непривычно для обычной речи.
В 2007 году Иван Соловов снял новую экранизацию рассказа «Возвращение» — фильм «Отец».

## В ролях
- Александр Михайлов — Иванов
- Ирина Купченко
- Екатерина Васильева
- Вася Кривун
- Женя Булакова
- Джамал Залов
- Николай Маликов — капитан
- Николай Сморчков — майор
- Виктор Филиппов — военный моряк
- Дмитрий Орловский — дворник на вокзале
- Александра Харитонова — женщина в очереди (в титрах Л. Харитонова)

## Съёмочная группа
- Автор сценария: Андрей Платонов, Гавриил Егиазаров
- Режиссёр: Гавриил Егиазаров
- Оператор: Константин Петриченко
- Композитор: Андрей Эшпай